# Lepanthes platysomata
Lepanthes platysomata là một loài thực vật có hoa trong họ Lan. Loài này được Luer mô tả khoa học đầu tiên.